# 卓庚鉉
卓 庚鉉（たく・こうげん、タク・キョンヒョン、朝鮮語: 탁경현、1920年6月5日 - 1945年5月11日）は、大日本帝国陸軍軍人、朝鮮人特攻隊員。日本名は光山文博。

## 生涯
1920年に慶尚南道で生まれ、京都府の立命館中学校、京都薬学専門学校を卒業する。1943年10月、特別操縦見習士官一期生に合格し、鹿児島県知覧にあった大刀洗陸軍飛行学校知覧分教所に赴任する。1944年10月には陸軍少尉に任官する。
1945年5月11日、戦闘機の隼にて出撃、沖縄飛行場西海面で戦死した。没後、二階級特進で大尉となった。 
出撃の前日、富屋食堂の鳥濱トメに自身が朝鮮人ということを明かした上で、アリランを歌ったというエピソードが有名である。卓庚鉉の写真は靖国神社の遊就館に掲げられている。

## 映画のモデル
- 『ホタル』（2001年、東映）

小澤征悦が演じる金山文隆のモデルである。
- 『俺は、君のためにこそ死ににいく』（2007年、東映）

前川泰之が演じる金山少尉のモデルである。